# Diocèse de Carpentras
Le diocèse de Carpentras (en latin : Dioecesis Carpentoractensis) est un ancien diocèse de l'Église catholique en France.

## Histoire
Le diocèse de Carpentras est d'abord suffragant de l'archidiocèse métropolitain d'Arles. Le 21 décembre 1475, il est rattaché à la province ecclésiastique de l'archidiocèse d'Avignon.
Il est supprimé par la Constitution civile du clergé. À la suite du Concordat de 1801, il n'est pas rétabli : le 29 novembre 1801, le pape Pie VII l'incorpore à l'archidiocèse d'Aix-en-Provence.
Le 9 février 2009, le siège est restauré comme siège titulaire.

## Siège titulaire
Restauré en 2009, le siège titulaire de Carpentras est accordé pour la première fois à Emmanuel Gobilliard, évêque auxiliaire de Lyon le 16 juin 2016, titre que ce dernier conserve jusqu'au 15 octobre 2022, date à laquelle il est nommé évêque de Digne, Riez et Sisteron.
Le 27 novembre 2022, Emmanuel Gobillard préside la messe de la Saint-Siffrein dans la cathédrale Saint-Siffrein de Carpentras.

### Liste des évêques titulaires de Carpentras
| Début      | Fin        | Nat.   | Nom                 | Fonction exercée                                                        |
| ---------- | ---------- | ------ | ------------------- | ----------------------------------------------------------------------- |
| 16/06/2016 | 15/10/2022 | France | Emmanuel Gobilliard | Évêque auxiliaire de Lyon, puis nommé évêque de Digne, Riez et Sisteron |
| 09/03/2023 |            | France | Loïc Lagadec        | Évêque auxiliaire de Lyon                                               |

## Territoire
Le diocèse de Carpentras confinait : au nord, avec les diocèses de Vaison et de Gap ; à l'est, avec celui de Sisteron ; au sud, avec ceux d'Apt et de Cavaillon ; avec le diocèse puis archidiocèse d'Avignon et le diocèse d'Orange.
Il était composé de 31 paroisses et de six succursales (vingt-six dans le comtat et cinq en Provence).
- Bédoin
  - Village
  - Les Baux (succursale)
- Blauvac
- Caromb
- Carpentras
  - Ville : paroisse Saint-Siffrein (cathédrale)
  - Serres : paroisse de Serres
- Crillon
- Flassan
- Loriol
- Modène
- Monteux
- Pernes
- La Roque
- La Roque-Alric
- Le Barroux
- Le Beaucet
- Lioux (la paroisse du village est située dans le diocèse d'Apt):
  - Saint-Lambert
  - Javon (succursale)
  - Bezaure (succursale)
- Malemort
- Mazan
- Méthamis
- Modène
- Monieux
- Mormoiron
- Murs
- Saint-Didier
- Saint-Pierre-de-Vassols
- Sault : 
  - Village
  - Saint-Jean-de-Durfort
  - Le Ventouret (succursale)
  - Les Abeilles (succursale)
  - Verdolier (succursale)
- Velleron
- Venasque
- Villes